# Пам'ятки археології Чугуївського району
У Чугуївському районі Харківської області на обліку перебуває 74 пам'ятки археології.
| № з/п | Охоронний №  | Місцезнаходження об'єкту | Назва об'єкту | Дослідник, рік обстеження | Розміри | Кат                 | Рішення Харківського ОВК, накази УКіТ                                                     | Охоронна зона: розміри, Рішення Харківського ОВК, накази УКіТ |
| ----- | ------------ | --- | --- | --- | --- | ------------------- | ----------------------------------------------------------------------------------------- | ------------------------------------------------------------- |
| 1.    | 1441         | с. Базаліївка Базаліївської с/р за 2 км на захід від села | Поселення доби бронзи та скіфського часу. Кін. II тис. до н.е., V-III ст до н.е. | Сібільов М.В., археол., 40-ві роки XX ст., Шрамко Б.А., д.і.н. 1956р. | Площа150х90м | Місцева             | № 61 від 25.01.72р.                                                                       | 50м.№197 від 16.04.84р.                                       |
| 2.    | 1973         | -<<- | Кургани. 46. III тис. до н.е. – I тис. н.е. | Шрамко Б.А. та інші, 1977р. | Вис. 0,4-0,7 м | -<<-                | № 196 від 16.04.84р.                                                                      | 50м.№197 від 16.04.84р.                                       |
| 3.    | 1448         | смт. Введенка Введенської сел/р, 4 км на південь, поруч з питомником | Поселення скіфське. V-III ст. до н.е. | Міхеєв В.К., д.і.н. 1961р. | -<<- | № 61 від 25.01.72р. | 50м.№197 від 16.04.84р.                                                                   |                                                               |
| 4.    | 2367         | с. Велика Бабка Великобабчанської с/р | Кургани. 6. III тис. до н.е. – I тис. н.е. | Ревенко В.І., зав. відділу ХНМЦОКС, 2004 р. | Вис. 0,3-1,0 м | -<<-                | № 161 від 18.04.88р.                                                                      |                                                               |
| 5.    | 2368         | с. Гракове Граківської с/р | Кургани. 8. III тис. до н.е. – I тис. н.е. | Шрамко Б.А. та інші. 1977р. | Вис. 1,0-2,4 м | -<<-                | -<<-                                                                                      |                                                               |
| 6.    | 2369         | с. Зарожне Зарожненської с/р | Кургани. 2. III тис. до н.е. – I тис. н.е. | Ревенко В.І., зав. відділу ХНМЦОКС, 2004 р. | Вис. 0,7-1,8 м | -<<-                | -<<-                                                                                      |                                                               |
| 7.    | 1452         | с. Кам’яна Яруга Кам’яноярузької с/р | Кургани. 3. III тис. до н.е. – I тис. н.е. | Бородулін В.Г., археол. 1977р. | Вис. 1,5 м | -<<-                | № 61 від 25.01.72р.                                                                       |                                                               |
| 8.    | 2370,2370-Ха | с. Коробочкине Коробочанської с/р Magellan Explorist 500: Курган № 1 - 49° 45.718С 036° 50.335В точ.4м. Курган № 2 - 49° 45.690С 036° 50.375В точ.4м. Курган № 3- 49° 45.655С 036° 50.423В точ.4м. Курган № 4 - 49° 45.984С 036° 51.968В точ.3м. Курган № 5 - 49° 46.004С 036° 52.058В точ.4м. Курган № 6 - 49° 47.100С 036° 50.646В точ.3м. Курган № 7 - 49° 47.133С 036° 48.588В точ.3м. Курган № 8 - 49° 47.115С 036° 48.550В точ.3м. | Кургани. 10. III тис. до н.е. – I тис. н.е. Кургани №6-10 охор.№ 2370. Курганам №1, №2, №3 присвоєний новий охоронний номер 2370-Ха.Курганам № 4-5 присвоєний новий охорон. № 2370-Ха. | Шрамко Б.А. та інші 1977р. | Вис. 1,6-2,3 м | -<<-                | № 161 від 18.04.88р.Наказ МКТ від 30.12.2008р. №1642/0/16-08                              |                                                               |
| 9.    | 1449         | смт. Кочеток Кочетоцької сел/р | Поселення багатошарове: доби неоліту, скіфського часу та черняхівської культури. V-IV тис. літ. до н.е., VI-V ст. до н.е., II-IV ст. н.е.                                              | Ляпушкін Г.І., д.і.н. 1948р., Шрамко Б.А., д.і.н. 1955р., Бородулін В.Г., археол. 1971р.                                                                                             | Площа 200х100 м | -<<-                | № 61 від 25.01.72р.                                                                       | 50м.№197 від 16.04.84р.                                       |
| 10.   | 2371         | с. Леб’яже Леб’язької с/р | Кургани. 12. III тис. до н.е. – I тис. н.е. | Ревенко В.І., зав. відділу ХІМ, 2002 р. | Вис. 0,2-2,0 м | -<<-                | № 161 від 18.04.88р.                                                                      |                                                               |
| 11.   | 2372         | смт. Малинівка Малинівської сел/р | Кургани. 9. III тис. до н.е. – I тис. н.е. | Шрамко Б.А. та інші 1977р. | Вис. 0,6-1,2 м | -<<-                | -<<-                                                                                      |                                                               |
| 12.   | 2373         | колишнє с. Неєлівка Чкаловської сел/р, 2 км на південь від с. Гаврилівка Чкаловської сел/р | Кургани. 4. III тис. до н.е. – I тис. н.е. | -<<- | Вис. 1,0-2,0 м | -<<-                | -<<-                                                                                      |                                                               |
| 13.   | 1446         | смт. Нова Покровка Новопокровської сел/р, на півд-зах околиці селища по вул. Леніна | Поселення багатошарове: бондарихинської культури, скіфського часу, черняхівської та салтівської культур. XII-VIII ст. до н.е., V-III ст. до н.е., II-IV ст. н.е., VIII-X ст. н.е.      | Левицький І.Ф., археол. 1936р., Кухаренко Ю.В., археол. 1949р., Шрамко Б.А., д.і.н. 1960р.                                                                                           | Площа не встановлена | -<<-                | № 61 від 25.01.72р.                                                                       | 50м.№197 від 16.04.84р.                                       |
| 14.   | 1451         | смт. Нова Покровка Новопокровської сел/р, 500 м на захід від селища | Кургани. 3. III тис. до н.е. – I тис. н.е. | Бородулін В.Г., археол. 1970р., Шрамко Б.А. та інші. 1977р. | Вис. до 1,5 м | -<<-                | -<<-                                                                                      |                                                               |
| 15.   | 1972         | с. Стара Покровка Старопокровської с/р | Городище салтівське “Коганове.” VIII-X ст. н.е. | Багалій Д.І., історик XVII ст., 1905р. | Площа 300х120 м | -<<-                | № 196 від 16.04.84р.                                                                      | 50м.№197 від 16.04.84р.                                       |
| 16.   | 1450         | -<<-, на схід від села, на крутій надзаплавній терасі біля дороги до мосту | Поселення черняхівської культури. II-IV ст. н.е. | Костюченко І.П., археол. 1949р. | Площа 300х120 м | -<<-                | № 61 від 25.01.72р.                                                                       | 50м.№197 від 16.04.84р.                                       |
| 17.   | 8660-Ха      | с. Кам’яна Яруга Кам’яноярузької сільради, в межах села, за 1000 м південніше сільради. Magellan Explorist 500: 49°53.472С 036°36.182В Точ. 5м. | Селище зрубної КІС «Кам’яна Яруга – 1» | Лаптєв О.О.ІІ пол.ІІ тис. до н.е. | ~0,75 га | Місцева             | Наказ МКТ від 30.12.2008р. №1642/0/16-08                                                  |                                                               |
| 18.   | 8661-Ха      | с. Кам’яна Яруга Кам’яноярузької сільради, за 1,5 км на захід від села. Magellan Explorist 500: 49°53.950С 036°35.029В Точ. 5м. | Селище скіфської культури «Кам’яна Яруга – 2» | Лаптєв О.О.V-ІІІ ст. до н.е. | ~1,5 га | Місцева             | Наказ МКТ від 30.12.2008р. №1642/0/16-08                                                  |                                                               |
| 19.   | 8662-Ха      | с. Кам’яна Яруга Кам’яноярузької сільради , за 2 км на захід від села. Magellan Explorist 500: 49°53.744С 036°34.759В Точ. 6м. | Багатошарове поселення «Кам’яна Яруга – 3» | Лаптєв О.О.Черняхівська культура ІІІ-V ст. | ~2,5 га | Місцева             | Наказ МКТ від 30.12.2008р. №1642/0/16-08                                                  |                                                               |
| 20.   | 8663-Ха      | с. Кам’яна Яруга Чугуївського району, за 2 км на захід від села. Magellan Explorist 500: 49°53.976С 036°34.777В Точ. 6м. | Селище черняхівської культури «Кам’яна Яруга – 4» | Лаптєв О.О.ІІІ-V ст. | ~2 га | Місцева             | Наказ МКТ від 30.12.2008р. №1642/0/16-08.                                                 |                                                               |
| 21.   | 8664-Ха      | с. Кам’яна Яруга Кам’яноярузької сільради, за 1,5 км на північ від села Magellan Explorist 500: Курган № 4 - 49° 54.999С 036° 36.560В точ.3м Курган № 5 - 49° 54.991С 036° 36.622В точ.2м. Курган № 6- 49° 54.975С 036° 36.653В точ.3м. | Кургани (№ 4 – 6) | Лаптєв О.О.ІІІ тис. до н.е. – І тис. н.е. | к № 4 – 0,6/30м, S = 0,1962 га; к № 5 – 0,5/25м S = 0,1589 га;к № 6 – 0,3/15 м S = 0,0961 га.                                                                | Місцева             | Наказ МКТ від 30.12.2008р. №1642/0/16-08.                                                 |                                                               |
| 22.   | 8670-Ха      | с. Тетлега Зарожненської с/р Чугуївського району, на північно-західній околиці села. Magellan Explorist 500: 49° 56.408С 036° 42.334В точ.6м | Селище салтівської культури «Тетлега» | Лаптєв О.О.VIII-Х ст. | ~4,5 га | Місцева             | Наказ МКТ від 30.12.2008р. №1642/0/16-08                                                  |                                                               |
| 23.   | 8658-Ха      | с. Зарожне Зарожненської с/р, в межах села на мису правого берегу західніше кладовища. Magellan Explorist 500: 49°56.786С 036°41.198В Точ. 6м. | Селище скіфського часу «Зарожне» | Лаптєв О.О.V-ІІІ ст. до н.е. | ~ 4 га | Місцева             | Наказ МКТ від 30.12.2008р. №1642/0/16-08                                                  |                                                               |
| 24.   | 8659-Ха      | с. Зарожне Зарожненської с/р, на північно-західній околиці села. Magellan Explorist 500: 49°57.563С 036°40.355В Точ. 6м. | Багатошарове поселення «Зарожне – 2» | Лаптєв О.О.доба бронзи ІІ – поч. І тис. до н.е. | ~ 2 га | Місцева             | Наказ МКТ від 30.12.2008р. №1642/0/16-08.                                                 |                                                               |
| 25.   | 2369-Ха      | с. Зарожне Зарожненської с/р, за 3 км на південний захід від села. Magellan Explorist 500: Курган № 1 - 49°55.595С 036°38.510В точ. 3м; Курган № 4 - 49°55.599С 036°38.566В точ. 4м. | Кургани №1, № 4 | Лаптєв О.О.ІІІ тис. до н.е. – І тис. н.е. | к № 4 – 0,6/20 м S = 0,1256 га | Місцева             | Наказ МКТ від 30.12.2008р. №1642/0/16-08                                                  |                                                               |
| 26.   | 8657-Ха      | с. Зарожне Зарожненської с/р, на північно-західній околиці села. Magellan Explorist 500: Курган № 5 - 49°57.359С 036°40.241В точ. 3м; курган № 6 - 49°57.390С 036°40.211В точ. 3м. | Кургани (№ 5 – 6) | Лаптєв О.О.ІІІ тис. до н.е. – І тис. н.е. | к № 5 – 0,8/30 м S = 0,1962; к № 6 – 0,5/25 м S = 0,1589 га.                                                                                                 | Місцева             | Наказ МКТ від 30.12.2008р. №1642/0/16-08                                                  |                                                               |
| 27.   | 8655-Ха      | с. Велика Бабка Великобабчанської сільради, за 1,5 км на північний захід від села Magellan Explorist 500: 50°00.708С 036°43.087В Точ.5м. | Селище салтівської культури «Велика Бабка – 1» | Лаптєв О.О.VIII-Х ст. | ~ 2,5 га. | Місцева             | Наказ МКТ від 30.12.2008р. №1642/0/16-08                                                  |                                                               |
| 28.   | 8656-Ха      | с. Піщане Великобабчанської сільради, за 1,5 км на південний захід від села. Magellan Explorist 500: 50°01.628С 036°41.848В Точ.5м. | Селище скіфського часу «Піщане – 1» | Лаптєв О.О.V-ІІІ ст. до н.е. | ~8 га. | Місцева             | Наказ МКТ від 30.12.2008р. №1642/0/16-08                                                  |                                                               |
| 29.   | 8666-Ха      | с. Нова Покровка Новопокровської с/р, за 3,5 км на північ від північно-східної околиці села. Magellan Explorist 500: Курган № 4 - 49° 52.785С 036° 34.125В точ.4м. Курган № 5 - 49° 52.740С 036° 34.136В точ.3м. Курган № 6 - 49° 52.708С 036° 34.059В точ.3м. Курган № 7 - 49° 52.678С 036° 34.081В точ.3м. Курган № 8 - 49° 52.719С 036° 34.274В точ.4м.                                                                               | Кургани (№ 4 – 8) | Лаптєв О.О.ІІІ тис. до н.е. – І тис. н.е. | к № 4 – 0,6/25 м S = 0,1589 га;к №5 – 0,7/40×25м S = 0,2826 га;к № 6 – 1,4/45 м S = 0,3316 га;к № 7 – 0,5/30 м S = 0,1962 га;к № 8 – 0,3/25 м S = 0,1589 га. | Місцева             | Наказ МКТ від 30.12.2008р. №1642/0/16-08                                                  |                                                               |
| 30.   | 8667-Ха      | с. Нова Покровка Новопокровської с/р, за 3 км на північний схід від північної околиці. Magellan Explorist 500: Курган № 9 - 49°52.431С 036°34.321В точ.3м. | Курган № 9 | Лаптєв О.О.ІІІ тис. до н.е. – І тис. н.е. | к № 9 – 0,7/35 м S = 0,2374 га. | Місцева             | Наказ МКТ від 30.12.2008р. №1642/0/16-08                                                  |                                                               |
| 31.   | 8668-Ха      | с. Нова Покровка Новопокровської с/р, на північнно-західній околиці села. Magellan Explorist 500: Курган № 10 - 49°50.320С 036°34.086В точ.3м. | Курган № 10 | Лаптєв О.О.ІІІ тис. до н.е. – І тис. н.е. | к № 10 1,0/30 м S = 0,1962 га. | Місцева             | Наказ МКТ від 30.12.2008р. №1642/0/16-08                                                  |                                                               |
| 32.   |              | С. Іванівка, Іванівська сільська рада, Чугуївський р – н 1 курган розташований за 2,5 км на північний захід від села, ліворуч шосейної дороги у напрямку с. Іванівка – с. Петровське. | Курган № 3 ІІІ тис. до н.е. – І тис. н.е. | Шрамко Б.А., Міхеєв В.К., Грубник-Буйнова Л.П.,Дідик В.В.,1977р.,2008р. | К.№3- 4,0/60м | Місцева             | Наказ МКУ№912/0/16-11від 21.10.11 р.                                                      |                                                               |
| 33.   | 8665-Ха      | с. Нова Покровка Новопокровської с.р. Курганна группа (2 кургани) розташовані за 1,5 км на схід від центру села, за 100 м північніше асфальтованої дороги на хут. Соцзмагання. Magellan Explorist 500: Курган № 1 - 49° 50.441С 036° 34.344В точ.3м. Курган № 2 - 49° 50.473С 036° 34.344В точ.3м. | Кургани №1-2 | Лаптєв О.О.ІІІ тис. до н.е. – І тис. н.е. | Курган № 11 – 0,1962 га; курган № 12 – 0,2374 га. | Місцева             | Наказ МКТ від 30.12.2008р. №1642/0/16-08                                                  |                                                               |
| 34.   |              | с. Волохів Яр Волохово - Ярської с/ради. 14 курганів, розташовані навколо села | Кургани | Ревенко В.І., зав. відділу охорони пам’яток археології ХНМЦОКС. 2004 р.III тис. до н.е. – I тис. н.е.                                                                                | вис. 0,3-6,0 м | Об’єкт              | Наказ УКіТ №25 від 02.03.05р.                                                             |                                                               |
| 35.   |              | с. Зелений Колодязь Введенської сел/ради. 6 курганів, розташовані на захід та на схід від села | – << – | – << – | вис. 1,0-3,0 м | Об’єкт              | Наказ УКіТ №25 від 02.03.05р.                                                             |                                                               |
| 36.   |              | с. Світанок Введенської сел/ради. 2 кургани, розташовані на північно-східній околиці та на схід від села за 2,2 км | – << – | – << – | вис. 1,0 м | Об’єкт              | Наказ УКіТ №25 від 02.03.05р.                                                             |                                                               |
| 37.   |              | С. Мосьпаново Мосьпанівської сільської ради Чугуївського району Харківської області. Кургани №№ 1 – 2 «Шинкареві могили» розташовані за 2,0 км на схід від східної околиці с. Мосьпаново. | Кургани №№ 1 – 2 «Шинкареві могили» | Шрамко Б.А.,Міхеєв В.К.,Грубнік-Буйнова Л.П.Кулик Г.М.Резніков В.В. | К. № 1 –2,0/60м;К. № 2 –1,4/60м | Об’єкт              | Наказ УКіТ №179 від 06.07.2009р.                                                          |                                                               |
| 38.   |              | С. Мосьпаново Мосьпанівської сільської ради Чугуївського району Харківської області. Курган № 3 розташований за 2,125 км на схід від східної околиці с. Мосьпанове, праворуч від ґрунтової дороги на с. Мосьпанове. | Курган № 3 | Шрамко Б.А.,Міхеєв В.К.,Грубнік-Буйнова Л.П.Кулик Г.М.Резніков В.В. | К. № 3 –0,3/40м | Об’єкт              | Наказ УКіТ №179 від 06.07.2009р.                                                          |                                                               |
| 39.   |              | С. Мосьпаново Мосьпанівської сільської ради Чугуївського району Харківської області. Курган № 4 розташований за 0,25 км на схід від господарського двору на східній околиці с. Мосьпанове, праворуч від ґрунтової дороги на с. Мосьпанове | Курган № 4 | Шрамко Б.А.,Міхеєв В.К.,Грубнік-Буйнова Л.П.Кулик Г.М.Резніков В.В. | К. № 4 –0,3/30м | Об’єкт              | Наказ УКіТ №179 від 06.07.2009р.                                                          |                                                               |
| 40.   |              | С. Мосьпаново Мосьпанівської сільської ради Чугуївського району Харківської області. Курган № 5 розташований на східній околиці села на південь від господарчого двору. | Курган № 5 | Шрамко Б.А.,Міхеєв В.К.,Грубнік-Буйнова Л.П.Кулик Г.М.Резніков В.В. | К. № 5 –0,7/30м | Об’єкт              | Наказ УКіТ №179 від 06.07.2009р.                                                          |                                                               |
| 41.   |              | С. Мосьпаново Мосьпанівської сільської ради Чугуївського району Харківської області. Курган № 6 розташований на східній околиці села. | Курган № 6 | Шрамко Б.А.,Міхеєв В.К.,Грубнік-Буйнова Л.П.Кулик Г.М.Резніков В.В. | К. № 6 –2,0/80м | Об’єкт              | Наказ УКіТ №179 від 06.07.2009р.                                                          |                                                               |
| 42.   |              | С. Мосьпаново Мосьпанівської сільської ради Чугуївського району Харківської області. Кургани №№ 7 - 8 розташовані за 1,5 км на схід від східної околиці с. Мосьпаново. | Кургани №№ 7 - 8 | Шрамко Б.А.,Міхеєв В.К.,Грубнік-Буйнова Л.П.Кулик Г.М.Резніков В.В. | К. № 7 –1,3/35мК. № 8 –1,2/40м | Об’єкт              | Наказ УКіТ №179 від 06.07.2009р.                                                          |                                                               |
| 43.   |              | С.Мосьпаново Мосьпанівської сільської ради Чугуївського району Харківської області. Курган № 9 розташований за 0,5 км на схід від південно-східної околиці с. Мосьпанове. | Курган № 9 | Шрамко Б.А.,Міхеєв В.К.,Грубнік-Буйнова Л.П.Кулик Г.М.Резніков В.В. | К. № 9 –0,7/30×50м | Об’єкт              | Наказ УКіТ №179 від 06.07.2009р.                                                          |                                                               |
| 44.   |              | С.Мосьпаново Мосьпанівської сільської ради Чугуївського району Харківської області. Курган № 10 розташований за 0,75 км на південь від південної околиці с. Мосьпанове. | Курган № 10 | Шрамко Б.А.,Міхеєв В.К.,Грубнік-Буйнова Л.П.Кулик Г.М.Резніков В.В. | К. № 10 –1,7/50м | Об’єкт              | Наказ УКіТ №179 від 06.07.2009р.                                                          |                                                               |
| 45.   |              | С.Мосьпаново Мосьпанівської сільської ради Чугуївського району Харківської області. Кургани №№ 11 - 13 розташований за 0,8 – 1,2 км на південь від південно-західної околиці с. Мосьпанове. | Кургани №№ 11 - 13 | Шрамко Б.А.,Міхеєв В.К.,Грубнік-Буйнова Л.П.Кулик Г.М.Резніков В.В. | К. № 11 –2,0/100мК. № 12 –1,5/50мК. № 13 –1,7/80м | Об’єкт              | Наказ УКіТ №179 від 06.07.2009р.                                                          |                                                               |
| 46.   |              | С. Мосьпаново Мосьпанівської сільської ради Чугуївського району Харківської області. Курган № 14 розташований за 0,75 км на південь від південної околиці с. Мосьпанове. | Курган № 14 | Шрамко Б.А.,Міхеєв В.К.,Грубнік-Буйнова Л.П.Кулик Г.М.Резніков В.В. | К. № 14 –1,0/50м | Об’єкт              | Наказ УКіТ №179 від 06.07.2009р.                                                          |                                                               |
| 47.   |              | С. Мосьпаново Мосьпанівської сільської ради Чугуївського району Харківської області. Курган № 15 розташований за 1,5 км на південь від південної околиці с. Мосьпанове. | Курган № 15 | Кулик Г.М.Резніков В.В. | К. № 15 –3,0/50м | Об’єкт              | Наказ УКіТ №179 від 06.07.2009р.                                                          |                                                               |
| 48.   |              | С. Мосьпаново Мосьпанівської сільської ради Чугуївського району Харківської області. Кургани №№ 16 - 18 розташовані за 1,125 км на схід від східної околиці с. Мосьпанове. Кургани витягнуті в ланцюжок за лінією Північ-Південь. | Кургани №№ 16 - 18 | Шрамко Б.А.,Міхеєв В.К.,Грубнік-Буйнова Л.П.Кулик Г.М.Резніков В.В. | К. № 16 –0,3/30мК. № 17 –0,7/30мК. № 18 –1,7/35м | Об’єкт              | Наказ УКіТ №179 від 06.07.2009р.                                                          |                                                               |
| 49.   |              | С. Мосьпаново Мосьпанівської сільської ради Чугуївського району Харківської області. Курган № 19 розташований за 0,5 км на схід від східної околиці с. Мосьпанове. | Курган № 19 | Шрамко Б.А.,Міхеєв В.К.,Грубнік-Буйнова Л.П.Кулик Г.М.Резніков В.В. | К. № 19 –0,3/30м | Об’єкт              | Наказ УКіТ №179 від 06.07.2009р.                                                          |                                                               |
| 50.   |              | С. Мосьпаново Мосьпанівської сільської ради Чугуївського району Харківської області. Кургани №№ 20 – 21 розташовані за 1,75 км на північ від господарчого двору на північній околиці с. Мосьпанове. | Кургани №№ 20 - 21 | Шрамко Б.А.,Міхеєв В.К.,Грубнік-Буйнова Л.П.Кулик Г.М.Резніков В.В. | К. № 20 –0,7/40×100мК. № 21 –1,0/40м | Об’єкт              | Наказ УКіТ №179 від 06.07.2009р.                                                          |                                                               |
| 51.   |              | с. Волохів Яр Волохово-Ярської сільської ради Чугуївського району Харківської області. Кургани №№ 1-3 розташовані за 1,0-1,25 км на схід від північно-східної околиці с. Волохів Яр. | Кургани №№ 1 - 3 | Багалій Д.І.Шрамко Б.А.,Міхеєв В.К.,Грубнік-Буйнова Л.П.Ревенко В.І., зав. відділу охорони пам’яток археології ХНМЦОКС. 2004 р.III тис. до н.е. – I тис. н.е.Кулик Г.М.Резніков В.В. | К. № 1 –1,3/30мК. № 2 –3,3/50мК. № 3 –1,0/30м | Об’єкт              | Наказ УКіТ №25 від 02.03.05рНаказ УКіТ №179 від 06.07.2009р.                              |                                                               |
| 52.   |              | с. Волохів Яр Волохово-Ярської сільської ради Чугуївського району Харківської області. Кургани №№ 4-7 розташовані за 1,0 км на північ від північної околиці с. Волохів Яр. | Кургани №№ 4 - 7 | Багалій Д.І.Шрамко Б.А.,Міхеєв В.К.,Грубнік-Буйнова Л.П.Ревенко В.І., зав. відділу охорони пам’яток археології ХНМЦОКС. 2004 р.III тис. до н.е. – I тис. н.е.Кулик Г.М.Резніков В.В. | К. № 4 –0,6/30мК. № 5 –2,1 /45мК. № 6 –1,0/30мК. № 7 –0,6/25м                                                                                                | Об’єкт              | Наказ УКіТ №25 від 02.03.05рНаказ УКіТ №179 від 06.07.2009р.                              |                                                               |
| 53.   |              | с. Волохів Яр Волохово-Ярської сільської ради Чугуївського району Харківської області. Курган № 8 розташований за 1,875 км на північ від північної околиці с. Волохів Яр. | Курган № 8 | Багалій Д.І.Шрамко Б.А.,Міхеєв В.К.,Грубнік-Буйнова Л.П.Кулик Г.М.Резніков В.В. | К. № 8 –1,0/35м | Об’єкт              | Наказ УКіТ №25 від 02.03.05рНаказ УКіТ №179 від 06.07.2009р.                              |                                                               |
| 54.   |              | С. Волохів Яр Волохово-Ярської сільської ради Чугуївського району. Курган № 20 розташований за 1,125 км на північний захід від північно-західної околиці с. Волохів Яр. | Курган № 20 | Багалій Д.І.Шрамко Б.А.,Міхеєв В.К.,Грубнік-Буйнова Л.П.Ревенко В.І., 2004 р.III тис. до н.е. – I тис. н.е.Кулик Г.М.Резніков В.В.                                                   | К. № 20 –0,8/25м | Об’єкт              | Наказ УКіТ №25 від 02.03.05рНаказ УКіТ №179 від 06.07.2009р.                              |                                                               |
| 55.   |              | С. Волохів Яр Волохово-Ярської сільської ради Чугуївського району. Кургани №№ 23 – 25 розташовані за 0,75 км на захід від західної околиці с. Волохів Яр, ліворуч від дороги на м. Харків. Кургани розташовані ланцюжком за лінією Північ-Південь. | Кургани №№ 23 - 25 | Багалій Д.І.Шрамко Б.А.,Міхеєв В.К.,Грубнік-Буйнова Л.П.Ревенко В.І., 2004 р.III тис. до н.е. – I тис. н.е.Кулик Г.М.Резніков В.В.                                                   | К. № 23 –3,2/60мК. № 24 –1,6/40мК. № 25 –1,8/40м | Об’єкт              | Наказ УКіТ №25 від 02.03.05рНаказ УКіТ №179 від 06.07.2009р.                              |                                                               |
| 56.   |              | С. Волохів Яр Волохово-Ярської сільської ради Чугуївського району. Курган № 27 розташований за 3,75 км на схід від господарського двору на східній околиці с. Волохів Яр. | Курган № 27 | Багалій Д.І.Шрамко Б.А.,Міхеєв В.К.,Грубнік-Буйнова Л.П.Ревенко В.І., 2004 р.III тис. до н.е. – I тис. н.е.Кулик Г.М.Резніков В.В.                                                   | К. № 27 –2,3/50м | Об’єкт              | Наказ УКіТ №25 від 02.03.05рНаказ УКіТ №179 від 06.07.2009р.                              |                                                               |
| 57.   |              | С. Волохів Яр Волохово-Ярської сільської ради Чугуївського району. Кургани №№ 28 - 29 розташований за 4,25 км на схід від північно-східної околиці с. Волохів Яр. | Кургани №№ 28 - 29 | Багалій Д.І.Шрамко Б.А.,Міхеєв В.К.,Грубнік-Буйнова Л.П.Ревенко В.І., 2004 р.III тис. до н.е. – I тис. н.е.Кулик Г.М.Резніков В.В.                                                   | К. № 28 –3,0/60мК. № 29 –6,0/80м | Об’єкт              | Наказ УКіТ №25 від 02.03.05рНаказ УКіТ №179 від 06.07.2009р.                              |                                                               |
| 58.   |              | С. Волохів Яр Волохово-Ярської сільської ради Чугуївського району. Курган № 30 розташований за 2,5 км на схід від східної околиці с. Волохів Яр, ліворуч від асфальтованої дороги на м. Ізюм. | Курган № 30 | Багалій Д.І.Шрамко Б.А.,Міхеєв В.К.,Грубнік-Буйнова Л.П.Ревенко В.І 2004 р.III тис. до н.е. – I тис. н.е.Кулик Г.М.Резніков В.В.                                                     | К. № 30 –1,9/40м | Об’єкт              | Наказ УКіТ №25 від 02.03.05рНаказ УКіТ №179 від 06.07.2009р.                              |                                                               |
| 59.   |              | С. Волохів Яр Волохово-Ярської сільської ради Чугуївського району. Курган № 31 розташований за 3,875 км на схід від південно-східної околиці с. Волохів Яр, ліворуч від асфальтованої дороги на м. Ізюм. | Курган № 31 | Багалій Д.І.Шрамко Б.А.,Міхеєв В.К.,Грубнік-Буйнова Л.П.Ревенко В.І., III тис. до н.е. – I тис. н.е.Кулик Г.М.Резніков В.В.                                                          | К. № 31 –2,0/40м | Об’єкт              | Наказ УКіТ №25 від 02.03.05рНаказ УКіТ №179 від 06.07.2009р.                              |                                                               |
| 60.   |              | С. Волохів Яр Волохово-Ярської сільської ради Чугуївського району. Курган № 32 розташований за 1,25 км на схід від східної околиці с. Волохів Яр, праворуч від асфальтованої дороги на м. Ізюм. | Курган № 32 | Багалій Д.І.Шрамко Б.А.,Міхеєв В.К.,Грубнік-Буйнова Л.П.Ревенко В.І., 2004 р.III тис. до н.е. – I тис. н.е.Кулик Г.М.Резніков В.В.                                                   | К. № 32 –0,2/35м | Об’єкт              | Наказ УКіТ №25 від 02.03.05рНаказ УКіТ №179 від 06.07.2009р.                              |                                                               |
| 61.   |              | С. Волохів Яр Волохово-Ярської сільської ради Чугуївського району. Курган № 33 розташований за 0,75 км на схід від південно-східної околиці с. Волохів Яр. | Курган № 33 | Багалій Д.І.Шрамко Б.А.,Міхеєв В.К.,Грубнік-Буйнова Л.П.Ревенко В.І.,. 2004 р.III тис. до н.е. – I тис. н.е.Кулик Г.М.Резніков В.В.                                                  | К. № 33 –0,3/15м | Об’єкт              | Наказ УКіТ №25 від 02.03.05рНаказ УКіТ №179 від 06.07.2009р.                              |                                                               |
| 62.   |              | С. Волохів Яр Волохово-Ярської сільської ради Чугуївського району. Курган № 34 розташований за 0,125 км на схід від південно-східної околиці с. Волохів Яр. | Курган № 34 | Ревенко В.І., зав. відділу охорони пам’яток археології ХНМЦОКС. 2004 р.III тис. до н.е. – I тис. н.е.Кулик Г.М.Резніков В.В.                                                         | К. № 34 –0,5/30м | Об’єкт              | Наказ УКіТ №25 від 02.03.05рНаказ УКіТ №179 від 06.07.2009р.                              |                                                               |
| 63.   |              | С. Волохів Яр Волохово-Ярської сільської ради Чугуївського району. Кургани №№ 35 - 36 розташовані за 0,5 км на захід від південної околиці с. Волохів Яр. | Кургани № 35 - 36 | Ревенко В.І., зав. відділу охорони пам’яток археології ХНМЦОКС. 2004 р.III тис. до н.е. – I тис. н.е.Кулик Г.М.Резніков В.В.                                                         | К. № 35 –1,9/40мК. № 36 –0,4/20м | Об’єкт              | Наказ УКіТ №25 від 02.03.05рНаказ УКіТ №179 від 06.07.2009р.                              |                                                               |
| 64.   |              | Есхарівська с/р , за 1,5 км на схід від центру с. Нова Покровка Новопокровської с/р. | Кургани (№ 1 – 2) | Лаптєв О.О.ІІІ тис. до н.е. – І тис. н.е. | к № 1 – 0,7/30 м S = 0,1962 га;к № 2 – 0,8/35 м S = 0,2374 га.                                                                                               | Об’єкт              | Наказ УКіТ №249 від 22.07.08р.                                                            |                                                               |
| 65.   |              | С-ще Кочеток Кочетоцької сел\ради, розташоване на правому березі р. Сів.Дінець, за 1 км на схід від селища | Городище Кочеток-I | Свистун Г.Єсалтівська культура VIII-Х ст. | ~0,42 га | Об’єкт              | Наказ УКіТ №25 від 02.03.05р.Наказ УКіТ №361 від 28.11.07р.Наказ УКіТ №249 від 22.07.08р. |                                                               |
| 66.   |              | С-ще Кочеток Кочетоцької сел\ради, розташоване на правому березі р. Сів.Дінець, за 2 км на північний схід від селища | Городище Кочеток - ІІ | Свистун Г.Єсалтівська культура VIII-Х ст. | ~2 га | Об’єкт              | Наказ УКіТ №25 від 02.03.05р.Наказ УКіТ №361 від 28.11.07р.Наказ УКіТ №249 від 22.07.08р. |                                                               |
| 67.   |              | сел. Кочеток, Кочетоцька селищна рада, Чугуївський район. Поселення розташоване на правому схилі безіменної правої притоки р. Сіверський Донець. | Поселення салтівської культури «Кочеток. Лісова дача». | Пеляшенко К.Ю.VIII-Х ст. | 250× 100 м | Об’єкт              | Наказ УКіТ №249 від 22.07.08р.                                                            |                                                               |
| 68.   |              | С. Зелений Колодязь Введенська селищна рада, Чугуївський р – н,2 кургани, розташовані за 2,3 км на північний захід від с. Зелений Колодязь та за 1,5 км на схід від залізничної станції Васищеве Харківського району. | Курганна група (2) №№ 1-2 ІІІ тис. до н.е. – І тис. н.е. | Багалій Д.І.,Шрамко Б.А., Міхеєв В.К., Грубник-Буйнова Л.П.,Дідик В.В.,1977р.,2008р.                                                                                                 | К.№1- 1,0/30мК.№2 – 2,0/40 м | Об’єкт              | Наказ УКіТ №274/1 від 06.11.09р.                                                          |                                                               |
| 69.   | 8738-Ха      | С. Гракове Граківської сільської ради Чугуївського району Харківської області.3 кургани, розташовані за 0,5 км на захід від села, ліворуч від шосейної дороги у напрямку м.Ізюм –м. Харків. | Курганна група (3) №№ 5-7 ІІІ тис. до н.е. – І тис. н.е. | Шрамко Б.А., Міхеєв В.К., Грубник-Буйнова Л.П.,Дідик В.В.,1977р.,2008р. | К.№5- 0,6/30мК.№6 – 1,5/40 мК.№7- 0,2/15м | Місцева             | Наказ МКУ №108 від 15.02.12р.                                                             |                                                               |
| 70.   | 8739-Ха      | С. Ртищівка Граківська сільська рада, Чугуївський р – н.2 кургани, розташовані за 2,0 км на південний захід від села, біля витоків балки. | Курганна група (2)№№ 1 - 2 ІІІ тис. до н.е. – І тис. н.е. | Шрамко Б.А., Міхеєв В.К., Грубник-Буйнова Л.П.,Дідик В.В.,1977р.,2008р. | К.№1- 0,5/25мК.№2 – 0,5/30 м | Місцева             | Наказ МКУ №108 від 15.02.12р.                                                             |                                                               |
| 71.   | 8740-Ха      | С. Іванівка, Іванівська сільська рада, Чугуївський р – н 2 кургани розташовані на південній околиці села, праворуч шосейної дороги у напрямку с. Студенок – с. Іванівка. | Курганна група (2)№№ 1 - 2 ІІІ тис. до н.е. – І тис. н.е. | Шрамко Б.А., Міхеєв В.К., Грубник-Буйнова Л.П.,Дідик В.В.,1977р.,2008р. | К.№1- 0,4/20мК.№2 – 0,4/20 м | Місцева             | Наказ МКУ №108 від 15.02.12р.                                                             |                                                               |
| 72.   | 8741-Ха      | С. Студенок, Іванівська сільська рада, Чугуївський р – н 3 кургани розташовані на відстані 1,75 км на південь від села, ліворуч від ґрунтової дороги у напрямку с. Волохів Яр – с. Іванівка. | Курганна група (3)№№ 1 - 3 ІІІ тис. до н.е. – І тис. н.е. | Дідик В.В.,1977р.,2008р. | К.№1- 0,3/20мК.№2- 0,6/25мК.№3- 0,8/25м | Місцева             | Наказ МКУ №108 від 15.02.12р.                                                             |                                                               |
| 73.   |              | Кочетокське лісництво, Кочетокська с.р. Чугуївський р-н | Могильник ґрунтовий «Кочеток» VIII-Х ст. н.е. | Свистун Г.Є.,2009р. | 150×100 м | Об’єкт              | Наказ УКіТ №01 від 12.01.10р.                                                             |                                                               |
| 74.   |              | Кочетоцька селищна рада, Чугуївський район. Поселення розташовано на південний-схід від сел. Кочеток (на іншому березі річки), неподалік від ґрунтової дороги. | Поселення «Кочеток-4». IV-III тис. до н.е. | Пеляшенко К.Ю.,2009р. | 100х50м. | Об’єкт              | Наказ УКіТ №233/1 від 12.07.10р.                                                          |                                                               |
|       |              | | | | |                     |                                                                                           |                                                               |

## Джерело
Лист Харківської Облдержадміністрації на запит ВМ УА від 28 березня 2012. Файли доступні на сайті конкурсу WLM.